# Перемир'я у Вілла Джусті
Перемир'я у Вілла Джусті (італ. Armistizio di Villa Giusti, нім. Waffenstillstand von Villa Giusti) — договір, укладений 3 листопада 1918 року на віллі Джусті поблизу Падуї між Королівством Італія з одного боку та Австро-Угорщиною з іншого про завершення ведення бойових дій сторонами у часи Першої світової війни. Перемир'я вступило в силу через 24 години після підписання.

## Історія
До кінця жовтня 1918 року австро-угорська армія була настільки виснажена внаслідок постійних бойових дій, що її командири були змушені благати політичне керівництво про припинення вогню та вихід з війни.
На заключному етапі битви при Вітторіо-Венето розбиті італійцями війська Австро-Угорщини розпочали хаотичний відхід. 28 жовтня Австро-Угорщина почала переговори про перемир'я, але вагалася підписати текст перемир'я. Тим часом італійці досягли Тренто та Удіне та висадилися у Трієсті. 3 листопада після погрози італійського командування перервати переговори австро-угорці прийняли умови перемир'я.
Припинення вогню за перемир'ям починалося о 15:00 4 листопада, але одностороннє розпорядження австро-угорського Верховного командування змусило його сили припинити бої ще з 3 листопада.
Перемир'я вимагало від сил Австро-Угорщини визволити не лише всю територію Італії, окуповану з серпня 1914 року, а й Південний Тіроль, Тарвізіо, долину Ізонцо, Горіцію, Трієст, Істрію, Західну Карніолу та Далмацію. Усі кайзерівські війська були вигнані з Австро-Угорщини протягом 15 днів або інтерновані, а союзники мали вільно користуватися внутрішніми комунікаціями Австро-Угорщини. Австро-Угорщина також повинна була дозволити транзит армій Антанти до Німеччини з півдня. У листопаді 1918 року італійська армія силами від 20 000 до 22 000 солдатів почала окупацію Інсбрука та всього Північного Тіроля.
Після війни Італія анексувала Південний Тіроль (нині Трентіно-Альто-Адідже/Судтіроль), згідно з таємним Лондонським договором, а також Трієст та Австрійське Примор'я.